# ألفريدو غوميز سانشيز
ألفريدو غوميز سانشيز (بالإسبانية: Alfredo Gómez Sánchez)‏ هو سياسي مكسيكي، ولد في 7 مارس 1968 في Tenango del Valle ‏ في المكسيك. نشط حزبياً في الحزب الثوري المؤسساتي. وقد انتخب عضو مجلس النواب المكسيك.